# Џексонвил (Пенсилванија)
Џексонвил (енгл. Jacksonville) насељено је место без административног статуса у америчкој савезној држави Пенсилванија.

## Демографија
По попису из 2010. године број становника је 637, што је 38 (-5,6%) становника мање него 2000. године.
| Група             | 2000.       | 2010.       |
| Белци             | 665 (98,5%) | 624 (98,0%) |
| Афроамериканци    | 7 (1,0%)    | 4 (0,6%)    |
| Азијати           | 0 (0,0%)    | 2 (0,3%)    |
| Хиспаноамериканци | 0 (0,0%)    | 1 (0,2%)    |
| Укупно            | 675         | 637         |